# 陈其谔
陈其谔（1915年—2003年3月21日），又名其鄂，字一士。辛亥革命志士陈志纯之子。湖北省蕲春县檀林镇桐山村陆基塆人。中国造船工程技术专家，中国远洋运输总公司副总工程师、机务处处长。

## 生平

### 求学阶段
幼年随父母在武昌生活，青少年时期赶上社会动荡，从小学到大学的课程是断断续续完成的。1926年毕业于湖北省立一小。1930年毕业省立一中初中部。1933年毕业省立三中高中部。1934年考入国立同济大学德文班。1936年考入同济大学工学院机械系。1937年夏季由学校送往上海市第三届集体军训班受训，因“七七”事变提前解散，随后举家迁至湖北枝江县。1938年在枝江荆南中学任物理、数学教员。1939年随同济大学在云南昆明复学。1941年秋季又随校迁至四川李庄，在异常艰苦的条件下完成大学课程。

### 民生公司任职
1942年夏季大学毕业后，经系主任张象贤先生介绍到民生实业公司重庆造船厂任清平坝民生机械厂助理技术员，负责管理新船机件制造工作。1943年8月升任技术员，并任艺徒训练班机械绘图教员。1944年9月调入工务课工作准备股，负责安装蒸汽动力轮工作。1945年1月升任助理工程师。1946年1月调任总工程师室绘图，6月调至总公司轮机课，9月升任副工程师。
陈其谔学业有成，勤奋努力，热爱造船事业，在民生公司很快得到卢作孚的赏识和重用，同时更得到造船工程学家张文治的偏爱和器重。1947年4月，陈其谔作为优势技术人员被派出国，先到美国CLEVELANDG.M柴油机厂实习，后到加拿大魁北克市圣罗棱士监造新船，与张文治先生一起工作两年。1948年9月，随夔门号轮船经北大西洋、地中海、印度洋，11月底抵达上海，终于在解放前夕带回了“金门”和“夔门”两条客轮，结束了中国长江客运一直被外国人垄断的历史，深受国人好评。这两条客轮在文化大革命时分别改名为“东方红一号”和“东方红二号”，为中国的长江客运做出了巨大的贡献。
回国后，陈其谔看到在国外建造的内河江轮，并不适合在中国的长江航行，因为江水沙子较多，轮船没有排沙系统。于是，陈夜以继日地研究排沙方案，最终从根本上解决了这个问题。此改造方案得到了卢作孚和张文治的认可和支持，随后用这种方案为民生公司成功改造了一批进口江轮。这是陈其谔在民生公司聪明才智的突出展现，也为中国当时的长江航运事业作出了不可多得的贡献。因此，1949年1月升任工程师。

### 建国后工作经历
解放初，民生公司改为长江航运公司。陈其谔在公司轮机科供职，期间荣获二等生产奖。1952年7月调重庆分公司机务科任副科长，9月调汉口总公司机务处任机务科长。1953年提出盐酸洗炉合理化建议并获奖。1954年3月任机务处副处长。
1955年，国务院长江规划办公室成立。陈调到长江流域规划办公室航运室任工程师。1956年升任高级工程师，主要任务是陪同苏联专家对长江三峡和长江流域进行考察和规划，后来中苏关系恶化，规划工作半途而废。1957年12月加入中国共产党。1958年3月，调北京中华人民共和国交通部地方航运局机务科任科长，8月调入技术局。此时正赶上三年大饥荒，陈主动向组织提出减一级工资。从此，陈其谔的级别由二级降到了三级，直到退休也没有向组织提出恢复到二级。1961年，调任技术局主任工程师兼科技处副处长。1962年1月，任技术局主任工程师兼科技处处长。1963年任技术司副总工程师。
陈其谔的造船技术及英语、德语水平都很高，在造船方面对国家作出了较大贡献。文化大革命前，他作为先进知识分子代表受到国家主席刘少奇的接见，并有与刘少奇主席握手的照片。
1964年在大连港四清工作团工作。1965年在上海船研所四清工作队工作。1966年至1969年任技术司科技处处长。文化大革命期间，陈被打成走资本主义道路的反动学术权威，受到了不公正的批判，于1969年5月到吉林敦化交通部五七干校、1970年至1972年4月到河南漯河交通部干校劳动锻炼三年。1972年，交通部组建中国远洋运输总公司。4月陈其谔从干校回到北京，担任了远洋局船技处处长。从此，为中国远洋事业的发展和壮大贡献了毕生精力。当时，中国没有一条像样的远洋货轮，单靠自己的能力建造万吨巨轮组建船队有很多困难，陈其谔鉴于国情，提出买外国的二手船，先行组建远洋船队，赢得时间早日为国效力，但被批判为崇洋媚外，一些跟风的人也给陈施加政治压力，最后还是周恩来总理认可了这种方案。为了远洋船队的建设，陈其谔顶着压力接受公司的重托，到造船大国看船、买船，几乎走遍了世界经济发达的国家。1973年至1986年，陈其谔担任中国远洋运输总公司机务处处长、副总工程师，虽然超过了退休年龄很多年，但因工作需要，其一直坚持奋斗在岗位上，直到72岁身体不适才退休。
2003年3月21日，陈其谔病逝于北京，享年88岁。

## 著述
著有《水翼船》、《船舶柴油机燃油应用技术》。